# Santino Quaranta
Santino Quaranta (Baltimore, Maryland, Estados Unidos, 14 de octubre de 1984) es un exfutbolista estadounidense. Jugaba en la posición de Medio-campo/Delantero y su último equipo fue el D.C. United de la Major League Soccer. 

## Juventud
Quaranta asistió a la Archbishop Curley High School de Baltimore solo los dos primeros años, donde fue reconocido como uno de los mejores jugadores de fútbol del estado. Quaranta no jugó al fútbol universitario ya que pasó tiempo con la selección nacional sub-17 de EE. UU. En la IMG Soccer Academy en Bradenton, Florida , donde logró un éxito excepcional.

## Trayectoria

### DC United
Quaranta fue seleccionado en la octava ronda del SuperDraft de la MLS de 2001 por el D.C. United a los 16 años y cuatro meses, Quaranta superó a su compañero de DC Bobby Convey para convertirse en el jugador más joven en la historia de la Major League Soccer , un récord que posteriormente se llevaría otro jugador de DC, Freddy Adu .
Quaranta se destacó inmediatamente en la MLS, registrando cinco goles y una asistencia en tan sólo 16 partidos durante la temporada 2001. Desafortunadamente, en las siguientes tres temporadas, Quaranta se vio acosado por las lesiones y luchó para pasar de ser promesa a consolidarse como una realidad. Aunque fue titular en los once partidos que jugó durante la temporada 2002, Quaranta se perdió casi dos tercios de la temporada por lesiones, y las cosas no mejoraron en las dos temporadas siguientes, en las que jugó solo 13 partidos. Con la forma futbolística recuperada, Quaranta volvió a ser referencia del equipo en 2005, donde contribuyó con 5 goles y 5 asistencias en 18 partidos jugados, y terminó como tercer mejor goleador del club esa temporada.

### LA Galaxy
Quaranta fue cambiado a Los Angeles Galaxy procedente del DC United por una selección de draft el 9 de agosto de 2006. En su primer partido con el Galaxy al día siguiente, Quaranta entró como suplente y anotó el único gol del partido en una victoria por 1-0 sobre Houston Dynamo .

### New York Red Bulls
El 30 de junio de 2007, el Galaxy cambió a Quaranta a los New York Red Bulls , obteniendo a cambio una selección condicional de cuarta ronda en el SuperDraft de la MLS de 2008 . Después de aparecer en solo 3 juegos y jugar 47 minutos para el equipo, los Red Bulls rescindieron su contrato el 3 de enero de 2008.

### Regreso al DC United
Quaranta regresó a DC United el 6 de marzo de 2008. Afirma haber rechazado ofertas más importantes de otros equipos de la MLS , pero sintió que todavía tenía algo que demostrar con el DC United.
Su primer partido significativo de regreso con DC United fue como suplente en el partido en casa de los cuartos de final de la Copa de Campeones de la CONCACAF contra el Harbour View de Jamaica. Tuvo dos asistencias en la victoria por 5-0.
En su primer partido en casa de la temporada regular con DC United el 5 de abril de 2008, Quaranta anotó un gol y una asistencia. 
Después de la temporada 2011, el D.C. United no renovó su contrato y optó por retirarse. Fue un retiro muy breve ya que rápidamente se unió a la nueva Premier League Soccer en India. Afirmando que esto se debió a que su salario era más del doble de su último salario de la MLS. Sin embargo, un mes después, la liga fue cancelada antes de que comenzara la temporada.

## Selección nacional
Ha sido internacional con la Selección de fútbol de los Estados Unidos ha jugado 15 partidos.
Quaranta ha jugado internacionalmente para las selecciones nacionales de fútbol de Estados Unidos Sub-17 y Sub-20 , pero si bien fue un jugador destacado para la selección Sub-17, no pudo asegurar un lugar inicial en la Sub-20 (aunque sí jugó en el Campeonato Mundial Juvenil de la FIFA 2003 ). Después de regresar de lesiones en 2005, Quaranta recibió su primera convocatoria con la selección absoluta el 7 de julio de 2005 en un partido de la Copa Oro contra Cuba . Convirtió un tiro penal en la victoria de Estados Unidos en la tanda de penaltis sobre Panamá en la final de la Copa Oro de 2005. En 2009, Quaranta fue incluido en la lista de convocados de la selección de los Estados Unidos para la edición de ese año de la Copa Oro de CONCACAF . El 8 de julio de 2009 anotó su primer gol internacional contra Honduras durante una victoria por 2-0 en la fase de grupos de la Copa Oro de la CONCACAF. 

### Goles internacionales
| # | Día                | Lugar                                                                | Oponente | Marcador | Resultado | Competición      |
| - | ------------------ | -------------------------------------------------------------------- | -------- | -------- | --------- | ---------------- |
| 1 | 8 de julio de 2009 | Robert F. Kennedy Memorial Stadium, Washington D. C., Estados Unidos | Honduras | 1–0      | 2–0       | Copa de Oro 2009 |

## Vida personal
Quaranta está casado y tiene una hija, Olivia Naomi nacida en 2003 y un hijo, Valentino, nacido en 2009. Santino Quaranta y Sean Rush fundaron el Pipeline Soccer Club, un club de fútbol premier sin fines de lucro en Baltimore donde juega su hija.
En una entrevista del 14 de junio de 2008 con el Washington Post , Quaranta admitió haber tenido una vez una adicción a los analgésicos y la cocaína , pero después de un período en rehabilitación, dejó de tomar ambos. Ahora tiene un tatuaje en el brazo con la fecha en que se volvió sobrio como un recordatorio constante de sus luchas pasadas.

## Clubes
| Club               | País           | Año       |
| ------------------ | -------------- | --------- |
| D.C. United        | Estados Unidos | 2001-2005 |
| Los Angeles Galaxy | Estados Unidos | 2006-2007 |
| New York Red Bulls | Estados Unidos | 2007      |
| D.C. United        | Estados Unidos | 2008-2011 |

## Palmarés

### Campeonatos nacionales
| Título                   | Club        | País           | Año  |
| ------------------------ | ----------- | -------------- | ---- |
| MLS Cup                  | D.C. United | Estados Unidos | 2004 |
| Lamar Hunt U.S. Open Cup | D.C. United | Estados Unidos | 2008 |

### Copas internacionales
| Título                     | Club (*)                    | País           | Año  |
| -------------------------- | --------------------------- | -------------- | ---- |
| Copa de Oro de la Concacaf | Selección de Estados Unidos | Estados Unidos | 2005 |

(*) Incluyendo la selección